# Galium subnemorale
Galium subnemorale là một loài thực vật có hoa trong họ Thiến thảo. Loài này được Klokov & Zaver. mô tả khoa học đầu tiên năm 1974.